# Snafu (jeu vidéo)
Pour les articles homonymes, voir Snafu.
Snafu est un jeu vidéo développé et édité par Mattel Electronics, sorti en 1981 sur la console Intellivision, puis porté sur ordinateur Aquarius.

## Système de jeu
Le gameplay est très proche de celui de Surround d'Atari ou de Blockade. Le principe de base est de diriger un carré (représentant la tête d'un serpent) laissant une trace derrière lui, en évitant les obstacles, les bords de l'écran, sa propre trace et celles des autres joueurs. 

## Développement
Au début du projet, le titre provisoire, Blockade+Snakes, indique la volonté de s'inspirer du jeu de plateau Blockade (en) et de Snakes, un jeu électronique à LED développé par Mattel Electronics jamais sorti.
Le jeu est entièrement développé par Mike Minkoff, qui réalise également les effets sonores. Il avait choisi le titre Ssssnakes! et l'avait intégré sur l'écran titre, mais Mattel choisit de renommer en Snafu, au grand désespoir de Minkoff qui considère que ce jeu de mots avec l'acronyme militaire SNAFU n'a aucun rapport avec le contenu du jeu
La bande-son « mémorable » est signée Russell Lieblich.

## Héritage
Snafu est présent, émulé, dans la compilation Intellivision Lives! (en) sortie sur diverses plateformes.
Snafu fait partie des jeux intégrés dans la console Intellivision Flashback, sortie en 2014.
Le 18 août 2010, Snafu est ajouté au service Game Room (en) de Microsoft, accessible sur Xbox 360 et PC.
En 2021, la cartouche Intellivision Collection 1 porte 12 titres de l'Intellivision, dont Snafu, sur les consoles Evercade.